# Пушкино (городской округ Электросталь)
Пу́шкино — деревня в городском округе Электросталь Московской области России.

## Население
| 1852 | 1859 | 1890 | 1926 | 2002 | 2006 | 2010 |
| ---- | ---- | ---- | ---- | ---- | ---- | ---- |
| 133  | ↘120 | ↘48  | ↗183 | ↘63  | ↘53  | ↗70  |

## География
Деревня Пушкино расположена на востоке Московской области, примерно в 34 км к востоку от Московской кольцевой автодороги и 8 км к юго-западу от центра города Ногинска.
В 4 км к северу от деревни проходит Горьковское шоссе М7, в 8 км к югу — Носовихинское шоссе, в 3 км к востоку — Московское малое кольцо А107. В 4 км к востоку — пути Горьковского направления, в 5 км к югу — хордовая линия Мытищи — Фрязево Ярославского направления Московской железной дороги. Ближайший сельский населённый пункт — деревня Борилово.
К деревне приписано 15 садоводческих товариществ (СНТ).
Связана автобусным сообщением со станцией Электросталь Горьковского направления МЖД.

## История
В середине XIX века деревня относилась ко 2-му стану Богородского уезда Московской губернии и принадлежала титулярному советнику Дорошевич Н. И., в деревне было 15 дворов, крестьян 68 душ мужского пола и 65 душ женского.
В «Списке населённых мест» 1862 года — владельческое сельцо 2-го стана Богородского уезда Московской губернии по правую сторону Владимирского шоссе (от Богородска), в 15 верстах от уездного города и 18 верстах от становой квартиры, при колодце, с 17 дворами и 120 жителями (58 мужчин, 62 женщины).
По данным на 1890 год — деревня Шаловской волости 2-го стана Богородского уезда с 48 жителями.
В 1913 году — 30 дворов, усадьба Шимбаевых.
По материалам Всесоюзной переписи населения 1926 года — центр Пушкинского сельсовета Пригородной волости Богородского уезда в 3,2 км от Богородского шоссе и 8,5 км от станции Богородск Нижегородской железной дороги, проживало 183 жителя (91 мужчина, 92 женщины), насчитывалось 53 хозяйства, из которых 28 крестьянских.
С 1929 года — населённый пункт Московской области.
Административно-территориальная принадлежность
1929—1930 гг. — деревня Старопсарьковского сельсовета Богородского района.
1930—1939 гг. — деревня Старопсарьковского сельсовета Ногинский район.
1939—1954 гг. — деревня Каменско-Дранишниковского сельсовета Ногинского района.
1954—1957 гг. — деревня Аксёно-Бутырского (до 22.06.1954) и Афанасово-Шибановского сельсоветов Ногинского района.
1957—1963, 1965—1994 гг. — деревня Стёпановского сельсовета Ногинского района.
1963—1965 гг. — деревня Стёпановского сельсовета Орехово-Зуевского укрупнённого сельского района.
1994—2006 гг. — деревня Стёпановского сельского округа Ногинского района.
С 2006 года — деревня сельского поселения Стёпановское Ногинского муниципального района.
С упразднением сельского поселения Стёпановское в 2017 году деревня Пушкино вошла в состав городского округа Электросталь.